# Pura (Insel)
Pulau Pura ist eine Insel im Alor-Archipel in Indonesien.

## Geographie
Die Insel liegt in der Pantarstraße zwischen den Inseln Alor und Pantar. Pura hat eine Fläche von 27,53 km² und erreicht eine Höhe von 1015 Metern. Sie bildet einen Distrikt in Kabupaten Alor.
Übersicht der Dörfer:
| Desa/Kelurahan | Einwohnerzahl |
| -------------- | ------------- |
| Pura Barat     | 156           |
| Pura Selatan   | 166           |
| Maru           | 111           |
| Pura Timur     | 120           |
| Pura           | 1.196         |
| Pura Utara     | 196           |